# Луїджи Тасселлі
Луїджи Тасселлі (італ. Luigi Tasselli, 20 жовтня 1901 — 5 листопада 1971) — італійський велогонщик.
Олімпійський чемпіон 1928 року в командній гонці переслідування.